# FYH
FYH株式会社（エフワイエイチ）とは、大阪府堺市に本社を置く、転がり軸受ユニット「ピローブロック」を製造する企業。

## 概要
1946年、転がり軸受ユニット生産専門メーカーとして小林保・小林百太郎兄弟の手で設立。1950年には工業機械用途を中心としてピローブロックを製造。そのほか宇宙産業やバイオケミカルなど幅広い分野への受注・製造を行っている。
2017年、日本ピローブロック株式会社から現在の社名に変更した。
同社オーナーの小林百太郎（2012年12月時点では名誉会長、2022年3月27日死去）は競走馬の馬主としても有名で、ニホンピロウイナー、ニホンピロアワーズといったGI優勝馬を所有している。その関係から2001年に関連会社として競走馬の管理を行う「有限会社ニホンピロ・レーシング」を設立した。